# Galitzia
Galitzia, Galicia o Galicia de los Cárpatos (en ucraniano: Галичина, Halychyná; en polaco: Galicja; en checo: Halič; en alemán: Galizien; en húngaro: Galícia/Kaliz/Gácsország/Halics; en rumano: Galiția/Halici; en ruso: Галиция/Галичина, Galítsiya/Galichiná; en rusino: Галичина, Halychyná; en eslovaco: Halič; en yidis: גאַליציע‎, Galytsye) es una región de Europa del Este delimitada por los austríacos para determinar las áreas de Pequeña Polonia y Rutenia Roja (también partes de Volinia y Podolia) anexionadas en 1772 a Austria. Toma su nombre de la primera capital de la región, la ciudad de Halicz, en Ucrania.  A fines del s. XX, se consideraba Galitzia la "punta de lanza del nacionalismo ucranianio."
El núcleo de Galitzia se encuentra dentro de las regiones de la actual Ucrania occidental: Leópolis, Ternópol y Ivano-Frankivsk cerca de Hálych. Desde alrededor del siglo XIX Galitzia consta del área que se encuentra justo al norte de los Cárpatos, al este de la Pequeña Polonia, la Subcarpacia, Silesia y al norte y noroeste de Transilvania y la región rumana de Moldavia.
Existe una considerable superposición entre Galitzia y la región suroeste de Rutenia, especialmente una región transfronteriza (centrada en el óblast de Zakarpatia, el óblast de Transcarpacia o Transcarpatia de la actual Ucrania) que está habitada por varias nacionalidades, incluida la minoría rusina, también llamados cárpato-rusinos. En este sentido moderno, Rutenia estaría a caballo entre el oeste de Ucrania, Polonia y Eslovaquia.

## Topónimo
El topónimo «Galitzia» es el nombre de la ciudad de Halicz, en latín. A diferencia de la región española del mismo nombre, el gentilicio que se utiliza para los habitantes de la Galitzia de los Cárpatos es «gáulico, -a».

## Primeras tribus

Escudo de armas del Principado y Reino de Galitzia–Volinia en el

La región tiene una historia turbulenta. En tiempos de los romanos, Galitzia la poblaban varias tribus, de origen celtogermánico, entre las que había celtas como los gáulicos y los 'volinios, los lugianos y cotinios; y, entre los más germánicos, los vándalos y los godos (las culturas Przeworsk y Púchov). Algunos etnógrafos consideran que los boikos locales formaban parte de las tribus celtas. Durante las invasiones bárbaras, la gran migración que coincidió con la caída del Imperio romano, varios grupos de pueblos nómadas invadieron la región:
- siglos II-V: escitas, sármatas (incluyendo a alanos, serbios, croatas y otros que después se eslavizaron);[10][11]
- siglos IV-V: hunos;
- siglo V: ávaros;
- siglos VI-VIII: eslavos;
- siglos VI-IX: búlgaros (eslavizados con posterioridad), pechenegos, cumanos, húngaros;
- siglos X-XIII: caraítas;
- siglos XIII-XVIII: tártaros y pueblos túrquicos y urálicos del Asia Central.

En conjunto, los eslavos tanto occidentales como orientales pasaron a dominar a la población celtogermánica.

## Edad Media
En 891-892, los territorios de los croatas blancos y de los croatas rojos pasaron al control de la Gran Moravia, un estado eslavo. Con los magiares invadiendo el corazón del Gran Imperio Moravo alrededor del año 899, las tribus eslavas de los vistulanos, croatas blancos, croatas rojos y lendianos se encontraron bajo dominio húngaro. 
En 955, las zonas al norte de los Cárpatos constituían una parte autónoma del Ducado de Bohemia y así permanecieron hasta el año 972, en que surgieron las primeras reivindicaciones territoriales de los polanos (tribu de cuyo nombre proviene el de Polonia). Esta zona la mencionó Néstor el Cronista en el año 981, cuando Vladimiro el Grande del Rus de Kiev la reclamó en su ruta hacia el oeste. 
Durante el siglo XI, la región perteneció a Polonia (entre 1018-1031 y 1069-1080) y después volvió a pasar bajo el control de la Rusia de Kiev. A finales del siglo XII, comenzaron a producirse reivindicaciones húngaras.[cita requerida]  En 1241, las hordas de Gengis Kan saquearon Galitzia de los Cárpatos e incluso Cracovia. Finalmente, Casimiro III de Polonia se anexionó el área entre 1340-1349. Se asentaron bajoalemanes de Prusia y del centro de Alemania en partes del norte y del oeste de Galitzia entre los siglos XIII y XVIII, aunque la mayor parte de la provincia fue independiente del dominio alemán y austríaco.
Los eslavos orientales se asentaron en el territorio durante la Alta Edad Media y en el siglo XII, se formó el Principado de Galitzia (Hálych, Halicz, Halics, Galich, Galic, Galitzia), uniéndose a finales de siglo con el vecino Principado de Volinia para formar el Principado de Galitzia-Volinia que existió durante siglo y medio. En 1352, año en que el principado se partió entre el Reino de Polonia y el Gran Ducado de Lituania, la mayor parte de Galitzia pertenecía a la Corona del Reino de Polonia, y así continuó hasta la Unión de Lublin de 1569 entre Polonia y Lituania. Con la partición de la confederación polaco-lituana en 1772, el Reino de Galitzia y Lodomeria o simplemente Galitia se convirtió en la mayor, más poblada y septentrional provincia del Imperio austríaco.

## Provincia austríaca
Leópolis (Lemberg durante la dominación austríaca, hasta 1918) fue la capital de la Galitzia austríaca, dominada subsidiariamente por la aristocracia polaca a pesar del hecho de que la población de la mitad oriental de la provincia era en su mayor parte bielorrusa (sector nororiental) y ucraniana (sector oriental), con amplias minorías de judíos y polacos. Los polacos también eran abrumadoramente mayoritarios en la recientemente anexada mitad occidental de Galitzia.

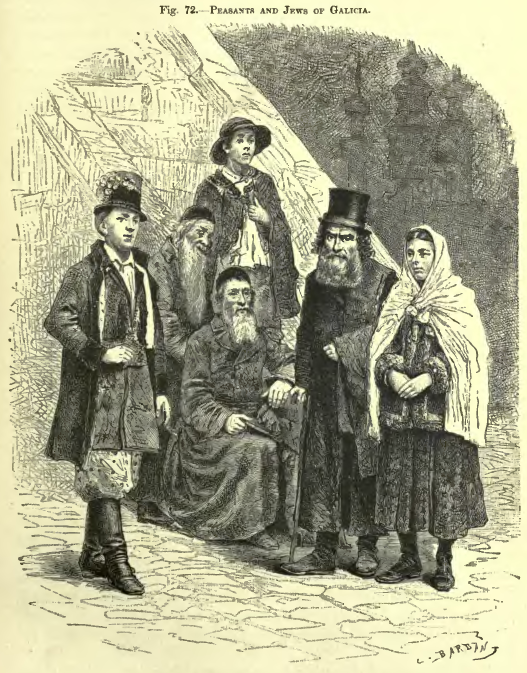
Campesinos y judíos de Galitzia.

Tras la batalla de Raszyn en 1809, el ejército polaco recuperó la mitad occidental de Galitzia.Después del Congreso de Viena de 1815, Galitzia volvió nuevamente a poder austríaco, y en 1867, cuando el imperio austríaco se transformó en Imperio austrohúngaro, Galitzia, junto con el sector occidental de Volinia, pasó a formar un territorio directamente controlado por Austria con el nombre de Galitzia y Lodomeria (Lodomeria era el nombre latinizado usado por austríacos y húngaros para referirse a Volinia).

## SigloXX
Esta situación duró hasta fines de la Primera Guerra Mundial (1918). La dominación austríaca fue tolerante en comparación con la que llevaron a cabo prusianos y rusos. Desde 1867, Galitzia contó con una amplia autonomía política y cultural dentro de la Doble Monarquía, aunque el poder siguió en manos de la nobleza y la iglesia polacas, fieles aliadas de la Casa de Habsburgo. Tras la Primera Guerra Mundial, rusinos y ucranianos intentaron crear una República Rutena en la Galitzia, más aún al quedar la Galitzia Oriental al este de la Línea Curzon; es decir, de la línea que señaló tras la Primera Guerra Mundial los primeros límites orientales de Polonia. Sin embargo, para contrapesar la instauración del comunismo en Rusia y la creación de la URSS, las fuerzas polacas rápidamente se apoderaron de toda Galitzia. Se denunciaron matanzas, linchamientos y violaciones contra población ucraniana y judía por parte de los polacos durante dicho período.Esta situación se formalizó en 1920, quedando alterada tras la invasión de Polonia en 1939, primero por el Tercer Reich y poco después por la Unión Soviética.
En la Segunda Guerra Mundial, el Tercer Reich ocupó toda Galitzia. La ciudad de Leópolis se convirtió en la sede del Voivodato de Lwów. Inmediatamente después de Varsovia, fue el segundo centro cultural y académico más importante de la Polonia de entreguerras. Las tropas soviéticas se apoderaron de la ciudad en 1939 al comienzo de la Segunda Guerra Mundial, y más tarde la ocupó el ejército alemán desde el 29 de junio de 1941al 27 de julio de 1944 fue retomada por el ejército soviético.A los 110 000 judíos que había a comienzos de la guerra, se les habían sumado unos 100 000 refugiados. En junio de 1941, empezó una serie de matanzas, dirigidas por el Einsatzgruppe C y con la colaboración de los nacionalistas ucranianos, que en las semanas siguientes acabaron con 6 000 judíos. Al tiempo, las autoridades nazis crearon un campo de trabajos forzados, de donde fueron yendo sacados los más débiles para su exterminio. 200 000 fueron directamente ejecutados en las proximidades del campo y decenas de miles fueron enviados al campo de exterminio de Belzec. Durante la liquidación del campo en 1943, fueron asesinados también muchos judíos, sobreviviendo unos pocos en el alcantarillado.
Tras la debacle del régimen nazi al concluir la Segunda Guerra Mundial, Galitzia se dividió nuevamente (según criterios étnicos) entre Polonia y la República Socialista Soviética de Ucrania, de modo que en 1946 Galitzia quedó partida entre la República de Polonia y la URSS con los límites que actualmente tiene.
En 1991, tras el colapso de la Unión Soviética, la Galitzia Oriental siguió formando parte de la actual república de Ucrania, sucesora de la República Socialista Soviética de Ucrania.

Antigua propuesta para la división administrativa polaca del año 1944, el término de voivodato galiciano fue el nombre provisional al actual voivodato subcarpaciano.

Después de la Segunda Guerra Mundial, las fronteras de Polonia cambiaron, perdiendo esta la ciudad de Leópolis y la mitad de este voivodato de la Segunda República Polaca. Los restos del voivodato leopolitano que quedaban en Polonia tuvieron que cambiar de capital y de nombre. Una de las propuestas fue llamarlo el voivodato galiciano, haciendo referencia al nombre histórico de la región. Sin embargo, a pesar de tener la aprobación de la población, se decidió buscar un nuevo nombre que designara el voivodato sin connotaciones históricas, de ahí que ahora se llame subcarpaciano, con capital en Rzeszów.

## La migración
En el período comprendido entre 1870 a 1910, hubo una gran migración de pobladores, en su mayoría polacos y ucranianos, hacia Estados Unidos, Argentina, Uruguay y Australia.
Solo entre 1897 y 1913 emigraron principalmente hacia Argentina cerca de 3000 personas, que se establecieron principalmente en Apóstoles y Azara.